# Synode von Clermont

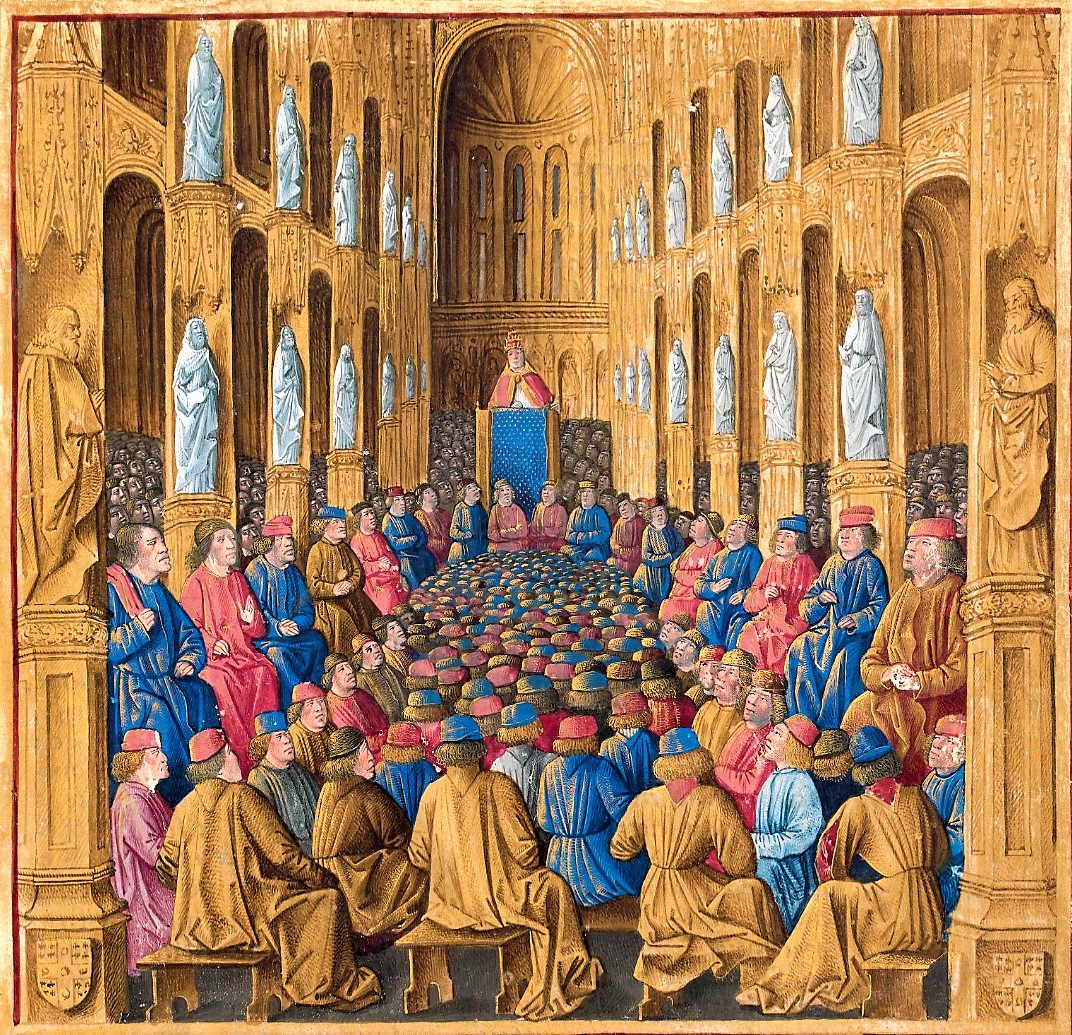
Papst Urban II. auf dem Konzil, Miniatur von Jean Colombe um 1490 (Bibliothèque nationale de France)

Die Synode von Clermont war eine von Papst Urban II. einberufene Bischofssynode der Lateinischen Kirche und fand vom 18. bis 28. November 1095 in Clermont statt. Thematisiert wurden die Zerrüttung der Kirche und damit auch des politischen Systems in Europa durch das Schisma und den Investiturstreit. Darüber hinaus ging der erste Kreuzzug aus der Synode hervor.

## Schisma
Mit Urban II. und Clemens III. beanspruchten zwei Päpste die Herrschaft über die Kirche. Während Clemens Kaiser Heinrich IV. unterstützte, stand Urban in Opposition zum Kaiser. Auch in zahlreichen nachgeordneten Kirchenämtern gab es Mehrfachbesetzungen durch streitende Parteien, worunter die Erfüllung der Seelsorgeaufgaben litt.
Urban II. wollte diesen Zustand beenden und zugleich seine eigene Stellung festigen. Die Synode von Piacenza im Frühjahr 1095 war weitgehend ergebnislos geblieben. Allerdings hatte sich damals durch die Anwesenheit einer Abordnung aus Byzanz, die um Hilfe vor der muslimischen Bedrohung ersuchte, bei Urban II. die Idee eines Pilgerzuges nach Jerusalem herausgebildet. In den folgenden Monaten propagierte der Papst dieses Vorhaben und den Plan einer weiteren Synode in ganz Europa. Am 18. November 1095 eröffnete Urban II. dann die Synode in Clermont.

## Themen
Das Konzil war vornehmlich mit Problemen des innerkirchlichen Alltags beschäftigt. Im Verlauf der Synode verkündete Urban eine Reihe von Reformgesetzen, die die Rechte weltlicher Herrscher innerhalb der Kirche einschränken sollten. So wurden die Laieninvestitur und der Lehnseid von Klerikern gegenüber weltlichen Mächten untersagt. Darüber hinaus verschärfte Urban die Verordnungen über den Zölibat, bekräftigte das Verbot der Simonie sowie des Tragens von Waffen durch Priester und verkündete Bestimmungen über die Fastenzeiten. Außerdem wurde der Bann gegen den ehebrecherischen König Philipp I. von Frankreich bekräftigt.

## Teilnehmer
Insgesamt sollen 14 Erzbischöfe, 225 Bischöfe und mehr als vierhundert Äbte am Konzil teilgenommen haben. Vertreter aus England und Deutschland waren nicht anwesend, und Spanien war nur spärlich vertreten. Die Konzilsakten nennen namentlich unter anderem:
- die Kardinäle Bruno von Segni, Johannes und Richard von Marseille
- die Erzbischöfe Adalbert von Bourges, Dagobert von Pisa und Roger von Reggio[2]
- die Bischöfe Wilhelm von Orange, Amalus von Bordeaux und Adhemar von Le Puy

## Rede Urbans II.
Die Rede Urbans II. ist nicht in ihrem Wortlaut erhalten. Sechs zeitgenössische Quellen geben Aufschluss über diesen Teil des Konzils:
1. Ein Brief Urbans II. aus dem Dezember 1095[3]
2. Die anonymen Gesta Francorum
3. Die Historia Hierosolymitana des Fulcher von Chartres, der wohl Augenzeuge des Geschehens war
4. Die Historia Iherosolimitana Roberts von Reims, der vielleicht Augenzeuge war
5. Die Historiae Hierosolymitanae libri IV Balderichs von Dol
6. Die Dei gesta per Francos Guiberts von Nogent

Die Versionen unterscheiden sich dabei stark und sind – insbesondere bei Balderich und Guibert – von nachfolgenden Ereignissen beeinflusst. Die Gesta Francorum geben dabei nur grobe Informationen darüber, dass der Papst während seines Frankreichaufenthalts den Kreuzzug predigte. Details zur Rede in Clermont geben sie nicht. Nach Fulcher von Chartres habe Urban zur Hilfe für die Christen im Osten aufgerufen, dabei auf die Konzepte des gerechten Krieges und des heiligen Krieges verwiesen und im Todesfall die Vergebung der Sünden versprochen. Robert von Reims berichtet mit vielen Details von einer Rede unter freiem Himmel. Als Antwort auf die kriegerischen Worte des Papstes soll die Menge „Deus vult“ gerufen haben. Balderich von Dol schilderte eine emotionale Predigt mit dem Schwerpunkt auf Beleidigungen durch die Muslime und der Möglichkeit, das Heilige Land zurückzuerobern. Auch Gubert von Nogent betonte dies mehr als die Hilfe für östliche Christen.